# The Palace (2008)
The Palace is een Britse dramatische televisieserie die werd uitgezonden op ITV1 in het voorjaar van 2008. De serie, geschreven door Tom Grieves, volgt het leven van een fictieve Britse Koninklijke familie na het overlijden van de koning, King James III en de troonopvolging door zijn 24 jaar oude zoon, Richard. Tevens worden de intriges tussen de leden van de administratie van het koningshuis belicht. Tom Grieves zelf gaf aan hier te willen voortborduren op het succes van The West Wing. De reeks werd gefilmd op locatie in Litouwen in 2007. Na teleurstellende kijkcijfers werd na de eerste reeks van acht afleveringen door ITV geen tweede reeks besteld.
Zowel in het Verenigd Koninkrijk als in Australië waar de serie reeds werd uitgezonden werden door kijkers petities opgezet voor de creatie van een tweede reeks.
De VRT televisiezender één programmeerde de reeks in het voorjaar van 2009.

## Personages
- King Richard (Rupert Evans)
- Princess Eleanor (Sophie Winkleman)
- Major Simon Brooks (David Harewood)
- Prince George (Sebastian Armesto)
- Princess Isabelle (Nathalie Lunghi)
- Queen Charlotte (Jane Asher)
- Abigail Thomas (Zoe Telford)
- Sir Iain Ratalick (Roy Marsden)
- Lucy Bedford (Fiona Button)
- persattaché Jonty Roberts (Lorcan Cranitch)
- Eerste minister Edward Shaw (John Shrapnel)
- Miranda Hill (Shelley Conn)
- Peter Bayfield (John Ramm)
- Alice Templeton (Clemency Burton-Hill)